# Väyläsaari (ö i Lappland)
Väyläsaari är en ö i Finland. Den ligger i vattendraget Kitinen och i kommunen Sodankylä i den ekonomiska regionen Norra Lappland och landskapet Lappland, i den norra delen av landet, 800 km norr om huvudstaden Helsingfors. Öns area är 3,5 hektar och dess största längd är 410 meter i sydväst-nordöstlig riktning.